# Палеогідрологія
Палеогідроло́гія — (від грец. стародавній, давній та гідрологія) — галузь палеогеографії, що вивчає давню гідросферу. 
До складу цієї науки входять: палеоокеанологія, палеолімнологія, палеогляціологія, палеопотамологія, палеогідрогеологія. Дослідження здебільшого ґрунтуються на вивченні слідів впливу давньої гідросфери на рештки давньої природи, які збереглись у земній корі. Застосовують також сучасні технології, зокрема аерокосмічне знімання. 